# Burnt Pine
Burnt Pine (język norfolski Ban Pain) – miejscowość australijskiego terytorium zależnego Norfolk, główny centrum handlowe na wyspie. Druga co do wielkości osada na wyspie, 180 mieszkańców (2007). W kierunku południowym pomiędzy drogami Douglas Dirve i Peter's Highway znajduje się lotnisko Norfolk Island Airport, strefa wolnocłowa. Podróż z jednej strony wyspy na drugą zazwyczaj wiąże się z przejazdem przez Burnt Pine. Centralna część miasta charakteryzuje się licznymi sklepami i kawiarniami, są ronda, ulicy z rosnącymi palmami Kentia po obu stronach oraz parkingi.